# Ludwig von Keller
Ludwig Friedrich Heinrich Ferdinand Freiherr von Keller (* 20. April 1760 in Stedten; † 3. Juni 1835 in Potsdam) war ein deutscher Politiker. Er war preußischer Landrat.

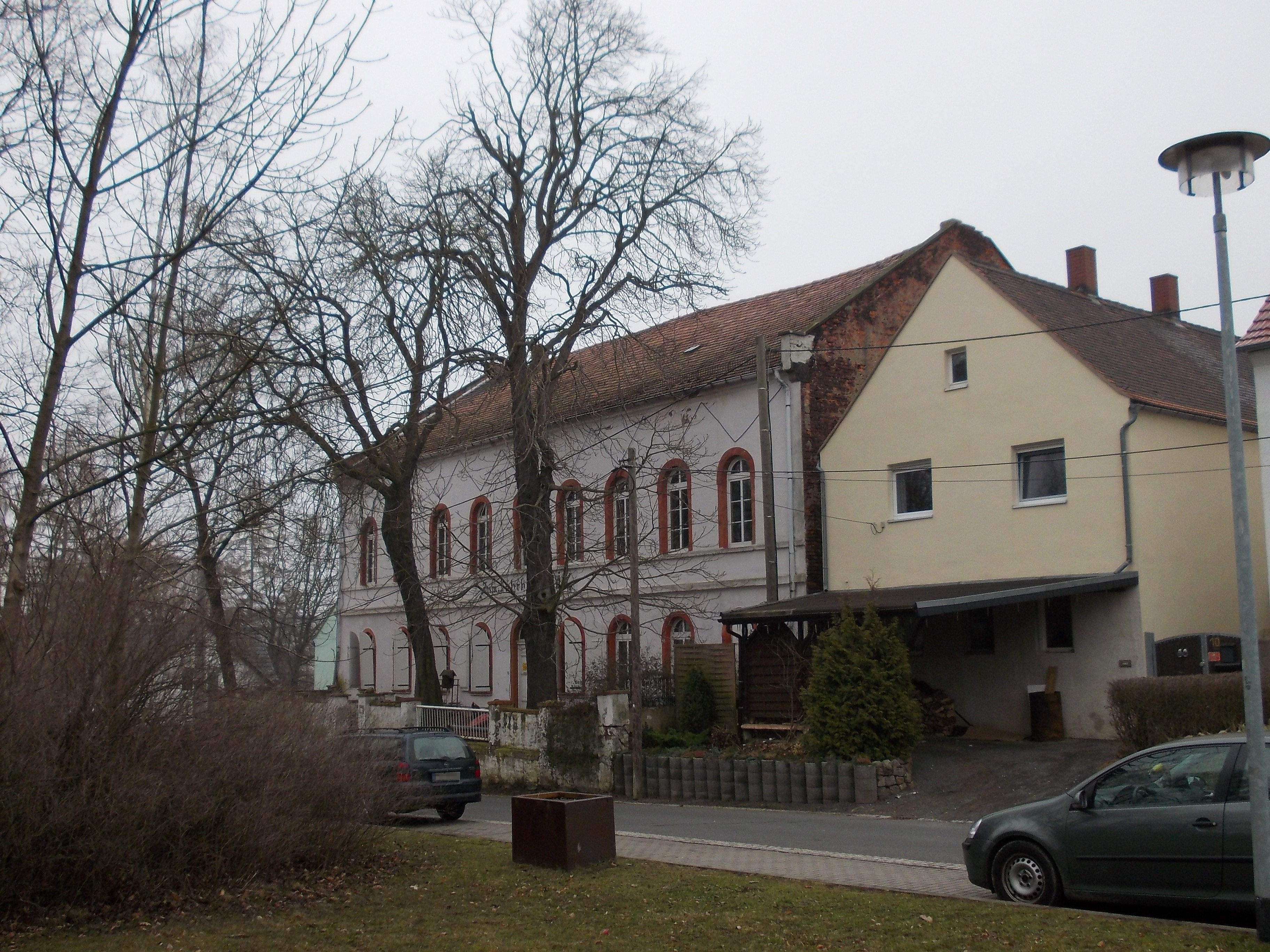
Gut Schmölen b. Leipzig. März 2013.

## Leben
Keller war der Sohn von Christof Dietrich Freiherr von Keller (1699–1766) und Auguste Louise Eleonore Freiin von Mauchenheim gen. von Bechtholsheim (1732–1781) und führte die freiherrlichen Linie der Adelsfamilie von Keller fort, während sein älterer Bruder Christoph 1789 in den preußischen Grafenstand erhoben wurde.
Ludwig war zunächst Offizier im Rang eines Majors sowie Kammerjunker in nassau-weilburgischen Diensten und wurde 1819 Nachfolger von Anton von Hardenberg als Landrat des Mansfelder Gebirgskreises im Regierungsbezirk Merseburg der preußischen Provinz Sachsen. Keller blieb bis 1824 im Amt.
Er war seit 1786 verheiratet mit Auguste Johanne Henriette Freiin von Niebecker (1760–1832) auf Kitzscher, mit der er mindestens sieben Kinder hatte.